# Geílson de Carvalho Soares
Geílson de Carvalho Soares (nacido el 10 de abril de 1984) es un futbolista brasileño que se desempeña como delantero.
Jugó para clubes como el Atlético Paranaense, Albirex Niigata, Internacional, Santos, Náutico, Guarani y Santa Cruz.

## Trayectoria

### Clubes
| Club                | País           | Año       |
| ------------------- | -------------- | --------- |
| Atlético Paranaense | Brasil         | 2001-2002 |
| Mixto               | Brasil         | 2002-2003 |
| Albirex Niigata     | Japón          | 2003      |
| Internacional       | Brasil         | 2003-2004 |
| Santos              | Brasil         | 2004-2006 |
| Al-Hazm Rass        | Arabia Saudita | 2006-2007 |
| Atlético Paranaense | Brasil         | 2007-2009 |
| Náutico             | Brasil         | 2009-2010 |
| Guarani             | Brasil         | 2010-2011 |
| ABC                 | Brasil         | 2011-2012 |
| Santa Cruz          | Brasil         | 2012      |
| Tractor Sazi FC     | Irán           | 2012-2013 |
| Mixto               | Brasil         | 2013-2014 |
| Riffa Club          | Baréin         | 2014      |
| Operário            | Brasil         | 2014-2015 |
| Cuiabá              | Brasil         | 2015-2016 |
| Votuporanguense     | Brasil         | 2016      |
| Dom Bosco           | Brasil         | 2017      |